# Шерстниха
Шерстниха — деревня в составе Устанского сельсовета в Уренском районе Нижегородской области.

## География
Находится на расстоянии примерно 12 километров по прямой на запад от районного центра города Урень.

## История
Известна с 1723 года. В 1870 года хозяйств 8 и 57 жителей. Население было старообрядцами. В советское время работали колхозы «Путь Ленина» и им. Кирова.

## Население
Постоянное население составляло 20 человек (русские 100 %) в 2002 году, 7 в 2010.